# Jules Paul Mabille
Jules Paul Mabille (n. 1835, Le Perreux-sur-Marne, Métropole du Grand Paris, Franța – d. 6 aprilie 1923, Le Perreux-sur-Marne, Seine, Franța) a fost un naturalist francez interesat în principal de lepidoptere și de botanică.
A fost membru al Société entomologique de France.
Se folosește abrevierea de autor Mabille.